# Силва, Иносенсиу Франсишку да
Иносе́нсиу Франси́шку да Си́лва (порт. Inocêncio Francisco da Silva; до реформы 1911 года порт. Innocencio; 28 сентября 1810, Лиссабон — 27 июня 1876, Лиссабон) — выдающийся португальский библиограф и писатель, собравший данные о всех печатных изданиях на португальском языке, выпущенных в Португалии, Бразилии и за их пределами с начала эпохи книгопечатания до середины XIX века. Автор и составитель первых 9 томов 23-томного Португальского библиографического словаря (1858—1958).

## Биография

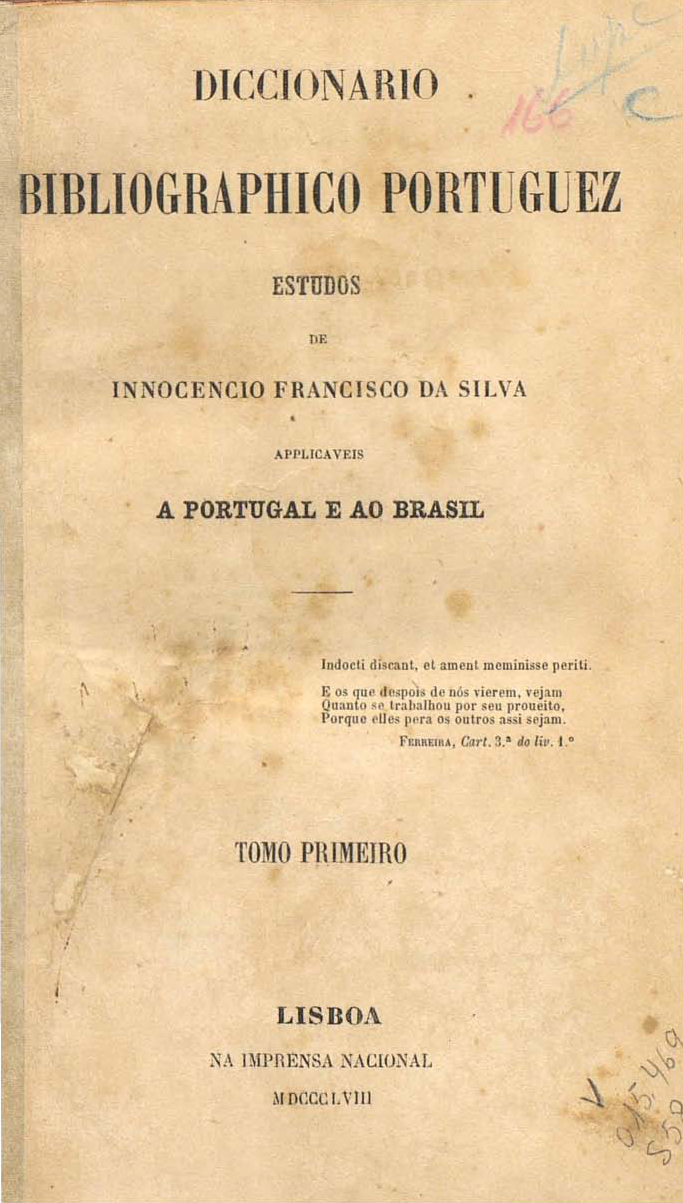
Первый том Dicionário Bibliográfico Português, 1858

Среднее и высшее образование получил в Лиссабоне, где изучал гуманитарные науки, гражданское строительство и торговлю. С 1830 по 1833 год изучал математику в Академии военно-морского флота (Academia Real de Marinha). Получил звание профессора в области торговли и математики. В период Мигелистских войн выступал на стороне конституционалистов, сторонников конституционной монархии во главе с Антониу Жозе Терсейрой, против мигелистов, приверженцев абсолютизма. Затем занимал должности чиновника в Секретариате администрации Лиссабона (1842), полиции и безопасности. Был секретарём Лиссабонского патриотического общества (Sociedade Patriótica Lisbonense). В 1861 году стал одним из членов-основателей Исторического общества Независимости Португалии (Sociedade Histórica da Independência de Portugal, имеется в виду независимость от испанской короны, обретённой в 1640 году).
Сотрудничал с газетой «Панорама» (O Panorama) и «Современным журналом Португалии и Бразилии» (Revista Contemporanea de Portugal e Brazil). Был известным библиофилом, собрав ценнейшую библиотеку, распроданную после смерти; многие тома были приобретены императором Бразилии Педру II.
Magnum opus — «Португальский библиографический словарь», из 23 (или 25) томов которого издал с 1 по 9 тома (первые 7 томов (A—Z) и 2 тома «Приложений», 1858—1870). Образцом при создании собрания служила 4-томная Biblioteca Lusitana («Лузитанская библиотека», 1741—1759) Диогу Барбозы Машаду. Не утративший своего значения в качестве авторитетного источника в настоящее время, данный библиографический и биографический справочник включил сведения о португальских и бразильских изданиях по различным областям знаний (от архитектуры до юриспруденции) от начала книгопечатания до середины XIX века, а также краткие биографические сведения об авторах. Выпуск словаря поощрялся и поддерживался правительством Португалии и королём Педру V. Автор планировал составить «Указатель» (Índice) и 3—4 тома дополнений и уточнений, но при жизни ему удалось выпустить лишь первые 2 тома «Приложений» (A—B, 1867 и C—G, 1870). После смерти И. Ф. да Силвы дело его жизни продолжил родственник, ставший душеприказчиком автора, журналист Педру Венсеслау де Бриту Аранья (Pedro Venceslau de Brito Aranha), издав с 10 по 20 тома (1883—1911) на основе доставшихся в наследство подготовленных данных и собственных дополнений. Помимо того выступил издателем полного собрания сочинений Бокаже (1853). Также как и этот португальский поэт принадлежал к масонству, избрав символический псевдоним Демокрит, был членом лож «5 ноября» (5 de Novembro) и «Целомудрие» (Pureza) и достиг высоких степеней: Пятого ордена Французского устава и 33º ДПШУ.
Не был женат, хотя и оставил внебрачных детей. Умер в Лиссабоне в том же доме, где и родился. Последними словами библиографа были: «Прощайте, закончилось мученичество» (порт. Adeus, acabou o martírio).

## Звания и заслуги
- 1860 — 25 мая был принят в качестве иностранного член-корреспондента Бразильского историко-географического института (Instituto Histórico e Geográfico Brasileiro)[2]
- 1862 — академик, действительный член Лиссабонской академии наук[6], член-корреспондент с 1858 года[7]
- Командор ордена Розы[2]

## Сочинения
Кроме многолетней работы над изданием фундаментального «Португальского библиографического словаря» известен также как автор нескольких десятков научных статей для журналов, отчётов и нескольких книг, в том числе не опубликованных по состоянию на 1862 год. Среди публикаций:
- 1850 — Pequena Crestomatia portuguesa oferecida à mocidade estudiosa[9]
- 1859 — Carta ao Snr. Manuel Joaquim Marques Torres
- 1860 — O Snr. Joaquim Lopes e o Dicionário Bibliográfico Português
- 1860 — Breve noticia sobre o estado atual do Asilo de Nossa Senhora da Conceição[2]

## Некоторые издания
- Silva I. F. da. Diccionario bibliographico portuguez : Estudos de Innocencio Francisco da Silva applicaveis a Portugal e ao Brasil :  [порт.] : in 23 vol. / Inocêncio Francisco da Silva. — Lisboa : Imprensa Nacional, 1858. — Vol. I. — LX, 403 p.
- Diccionario Bibliographico Portuguez (порт.). Senado Federal. Дата обращения: 20 апреля 2020.